# Helen Traubel
Helen Traubel (* 20. Juni 1899 in St. Louis; † 28. Juli 1972 in Santa Monica) war eine US-amerikanische Opernsängerin (Sopran).

## Leben
Nach ihrem Gesangsstudium in St. Louis und New York debütierte Traubel 1923 als Konzertsängerin mit dem St. Louis Symphony Orchestra. Nach einem Konzert im Jahr 1926 erhielt sie ein erstes Angebot für ein Engagement an der New Yorker Metropolitan Opera, das sie aber zunächst ausschlug, um sich musikalisch weiterzubilden.
Ihren ersten Auftritt an ihrem späteren Stammhaus hatte Traubel am 12. Juni 1937 in der Uraufführung von Walter Damroschs Oper The Man without a Country – auf Veranlassung des Komponisten. Es folgten Engagements an den Opern von Chicago (1937–46) und San Francisco (1945–47). 1939 sang sie erneut an der MET, wo sie als Sieglinde in einer Aufführung von Richard Wagners Walküre als Partnerin von Kirsten Flagstad (Brünnhilde) und Lauritz Melchior (Siegmund) einen Sensationserfolg hatte. Daraufhin wurde sie reguläres Mitglied des Hauses und 1941, als Kirsten Flagstad wegen der deutschen Invasion nicht mehr aus Norwegen an die Metropolitan Opera zurückkehren konnte, deren Nachfolgerin als führende Wagner-Sopranistin in Nordamerika. Auch bei Gastspielen in Mexiko und Buenos Aires wurde sie gefeiert. 1950 trat sie neben Herta Glaz, Uta Hagen und Lauritz Melchior als Solistin während des Musikfestivals in Aspen auf. Im Jahre 1953 gastierte sie in London.
1953 wurde der Vertrag der Sängerin vom Manager der MET, Sir Rudolf Bing, nicht mehr verlängert, weil die Sängerin seit dem Zweiten Weltkrieg zunehmend in Operetten, Musicals, Filmen und Fernsehsendungen auftrat und er der Auffassung war, dass sich dies mit dem Ruf des Hauses nicht vereinbaren ließe. 1955 wirkte sie in New York in einer Broadway-Show Pipe Dream mit.
Sie war auch schriftstellerisch begabt und verfasste zwei Kriminalromane („The Ptomaine canary“, „The Metropolitan Opera murders“).
Helen Traubel ist die Großtante der deutschen Opern- und Konzertsängerin Sarah Traubel.

## Bedeutung
Traubel verfügte über eine sehr voluminöse, kraftvolle und dramatische Sopranstimme, aufgrund deren sie über mehr als ein Jahrzehnt die führende Wagner-Sopranistin war, wo sie zehn große Partien in 133 Vorstellungen (plus 43 Vorstellungen bei der alljährlichen Tournee des Ensembles) sang.
Traubel nahm Schallplatten für die Firmen Columbia und RCA auf. Daneben existieren zahlreiche Live-Mitschnitte aus der Metropolitan Opera, vor allem als Partnerin von Lauritz Melchior und Friedrich Schorr, die ihren Rang als eine der wichtigsten Wagner-Sängerinnen des 20. Jahrhunderts bestätigen.

## Hörbeispiele
- Tschaikowsky
- „Zueignung“ (Richard Strauss)

## Werke
- The Ptomaine canary. Erschien 1950 als sechsteiliger Fortsetzungsroman in mehreren Tageszeitungen[2]
- The Metropolitan Opera murders. Simon and Schuster, New York NY 1951. Deutsche Ausgabe als Tod in der Metropolitan. Goldmann, München 1955
- St. Louis Woman. In collaboration with Richard G. Hubler. Duell, Sloan and Pearce, New York NY 1959, (Autobiografie. Reprint: Arno Press, New York NY 1977, ISBN 0-405-09712-3).